# Nurullah Kaya
Nurullah Kaya (* 20. Juli 1986 in Batman) ist ein türkischer Fußballspieler, der für Mersin İdman Yurdu spielt.

## Karriere
Nurullah Kaya begann mit dem Vereinsfußball in der Jugend von Mersin İdman Yurdu. Im Sommer 2004 bekam er einen Profivertrag, spielte aber für die Reservemannschaft. In der neuen Saison wollte man ihm die Möglichkeit geben, in einer Profi-Liga Spielpraxis zu sammeln. So gab man ihn an den Viertligisten und Partnerverein Mezitlispor ab. Hier wurde er gleich Stammspieler und machte in zwei Spielzeiten 42 Partien. Zur Saison 2006/07 wollte man ihn wieder zu Mersin İdman Yurdu zurück. Mit seinem Verein stieg er in der Saison 2007/08 von der dritthöchsten türkischen Spielklasse in die zweithöchste Spielklasse auf. In der Saison 2010/11 wurde man Meister in der 1. Lig und stieg damit nach 28 Jahren wieder in die höchste türkische Spielklasse auf.
Für die Rückrunde der Spielzeit 2012/13 wurde er an den Zweitligisten Adana Demirspor ausgeliehen. Zum Saisonende kehrte er zu Mersin İY. Dieser Verein hatte in der Zwischenzeit den Klassenerhalt in der Süper Lig verpasste und war damit in die TFF 1. Lig abgestiegen.

## Erfolg
Mit Mersin İdman Yurdu
- Vizemeister der TFF 2. Lig und Aufstieg in die TFF 1. Lig: 2008/09
- Meister der TFF 1. Lig und Aufstieg in die Süper Lig: 2010/11
- Playoff-Sieger der TFF 1. Lig und Aufstieg in die Süper Lig: 2013/14